# Benowo
Benowo é um kecamatan (subdistrito) da cidade de Surabaia, na Província Java Oriental, Indonésia.

## Keluharan
O kecamatan de Benowo possui 5 keluharan:
- Kandangan
- Klakahrejo
- Romokalisari
- Semeni
- Tambakoso Wilangon